# Wyżnia Koszowa Dziura

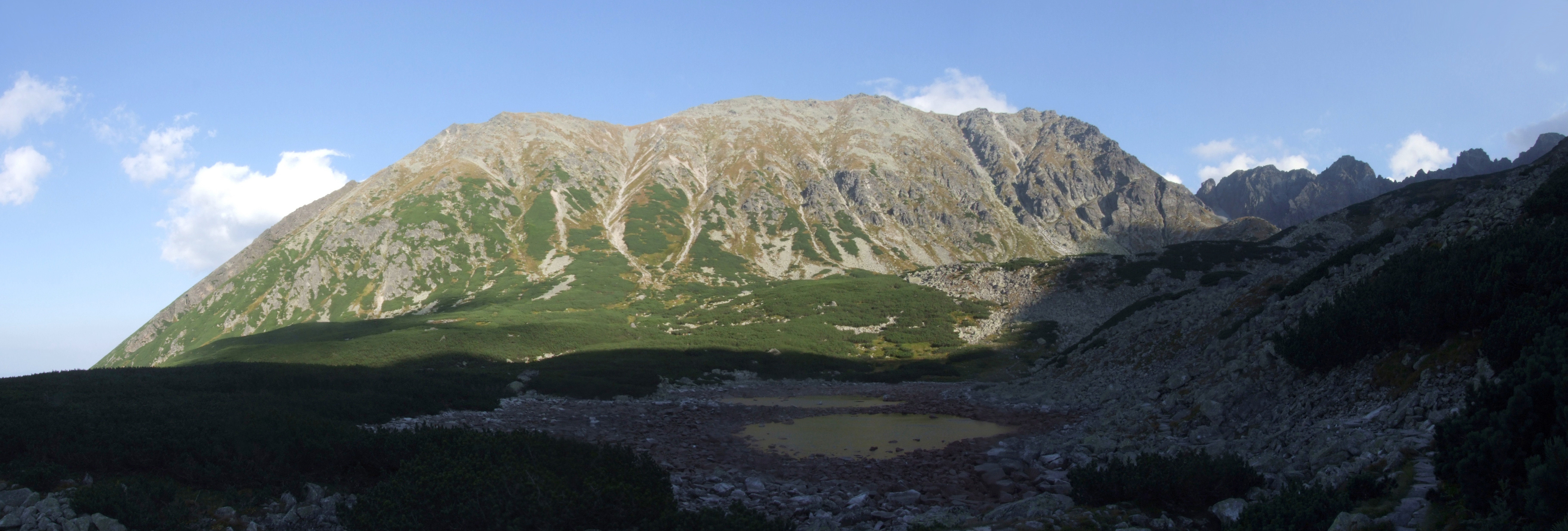
Dolina Pańszczyca. Na wprost Mała Koszysta i Wielka Koszysta

Wyżnia Koszowa Dziura – jaskinia w Dolinie Pańszczycy w Tatrach Wysokich. Wejście do niej położone jest w masywie Małej Koszystej, niedaleko Waksmundzkiej Polany, powyżej jaskini Koszowa Dziura, na wysokości 1800 metrów n.p.m. Długość jaskini wynosi 8 metrów, a jej deniwelacja 6 metrów, 

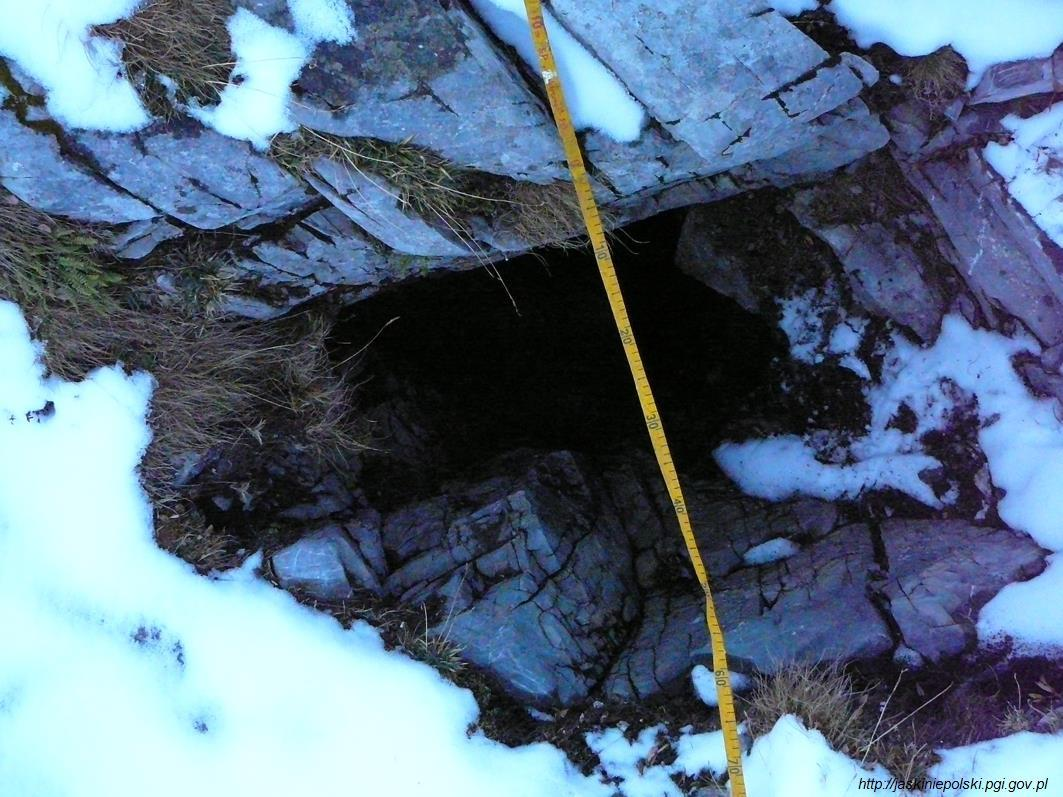
Otwór jaskini

## Opis jaskini
Jaskinię stanowi idący stromo w dół szczelinowy korytarz zaczynający się w małym otworze wejściowym, a kończący niewielką salką z zawaliskiem.

## Przyroda
W jaskini brak jest nacieków. Ściany są suche, nie ma na nich roślinności.

## Historia odkryć
Jaskinię odkrył oraz sporządził jej plan i opis Zbigniew Tabaczyński w 2008 roku.